# Dichapetalum bodyi
Dichapetalum bodyi är en tvåhjärtbladig växtart som beskrevs av De Wild.. Dichapetalum bodyi ingår i släktet Dichapetalum och familjen Dichapetalaceae. Inga underarter finns listade i Catalogue of Life.